# Ostrelj (Bijelo Polje)
Pour les articles homonymes, voir Oštrelj.
Ostrelj (en serbe cyrillique: Острељ) est un village du nord-est du Monténégro, dans la municipalité de Bijelo Polje.

## Démographie

### Évolution historique de la population[1]
| 1948 | 1953 | 1961 | 1971 | 1981 | 1991 | 2003 |
| ---- | ---- | ---- | ---- | ---- | ---- | ---- |
| 165  | 235  | 349  | 438  | 387  | 365  | 364  |